# كدية الديب (اغربين لوطا)
كدية الديب هو دُوَّار يقع بجماعة ميضار، إقليم الدريوش، جهة الشرق في المملكة المغربية. ينتمي الدوّار لمشيخة اغربين لوطا التي تضم 9 دواوير. يقدر عدد سكانه بـ 311 نسمة حسب الإحصاء الرسمي للسكان والسكنى لسنة 2004.

## روابط خارجية
- البوابة الوطنية للجماعات الترابية نسخة محفوظة 12 مارس 2018 على موقع واي باك مشين.
- المندوبية السامية للتخطيط